# بید دشت ساحلی
بید دشت ساحلی (نام علمی: Salix caroliniana) نام یک گونه از سرده بید است.